# مدينة كيان
مدينة كيان (بالفارسية: شهرکیان) هي منطقة سكنية تقع في إيران في البلدة المركزية. يقدر عدد سكانها بـ 10,922 نسمة .